# Luoghi storici del Registro nazionale nella contea di Larimer, Colorado

Locazione della Contea di Larimer in Colorado

Lista dei luoghi storici del Registro nazionale nella contea di Larimer, Colorado. È da considerarsi l'elenco completo delle proprietà e distretti riportati nel National Register of Historic Places nella Contea di Larimer, Colorado, Stati Uniti. 
Ci sono 96 proprietà e distretti elencati nel Registro nazionale della contea, di cui 2 di interesse storico nazionale. Due siti che un tempo erano presenti nella lista, sono stati ora rimossi. 

## Elenco in costruzione
| N° | Denominazione                              | Immagine                               | Data designazione             | Posizione geografica                                                               | Città o comune | Descrizione              |
| -- | ------------------------------------------ | -------------------------------------- | ----------------------------- | ---------------------------------------------------------------------------------- | -------------- | ------------------------ |
| 1  | Ammons Hall                                | Ammons Hall                            | 15 giugno 1978 (#78000864)    | Campus della Colorado State University 40°34′40″N 105°04′52″W                      | Fort Collins   |                          |
| 2  | Peter Anderson House                       | Peter Anderson House                   | 25 ottobre 1979 (#79000614)   | 300 S. Howes St. 40°35′02″N 105°04′47″W                                            | Fort Collins   |                          |
| 3  | Armstrong Hotel                            | Armstrong Hotel                        | 31 agosto 2000 (#00001002)    | 249-261 S. College Ave. 40°35′04″N 105°04′36″W                                     | Fort Collins   |                          |
| 4  | Arrowhead Lodge                            | Arrowhead Lodge                        | 11 maggio 1992 (#92000502)    | 34500 Poudre Canyon Highway nella Roosevelt National Forest 40°42′13″N 105°38′09″W | Bellvue        |                          |
| 5  | Avery House                                | Avery House                            | 24 giugno 1972 (#72000274)    | 328 W. Mountain Ave. 40°35′14″N 105°04′53″W                                        | Fort Collins   |                          |
| 6  | Baker House                                | Baker House                            | 20 luglio 1978 (#78000866)    | 304-304½ E. Mulberry St. 40°34′54″N 105°04′24″W                                    | Fort Collins   |                          |
| 7  | Baldpate Inn                               | Baldpate Inn                           | 11 gennaio 1996 (#95001510)   | 4900 S. State Highway 7 40°18′29.88″N 105°32′03.84″W                               | Estes Park     |                          |
| 8  | Bear Lake Comfort Station                  | Bear Lake Comfort Station              | 29 gennaio 1988 (#87001137)   | Bear Lake 40°18′44″N 105°38′42″W                                                   | Estes Park     |                          |
| 9  | Bee Farm                                   |                                        | 25 novembre 2002 (#02001409)  | 4320 E. County Road 58 40°40′17″N 104°59′42″W                                      | Fort Collins   |                          |
| 10 | A. S. Benson House                         | A. S. Benson House                     | 6 gennaio 2004 (#03001362)    | 463 W. 5th St. 40°23′48″N 105°04′56″W                                              | Loveland       |                          |
| 11 | Big Thompson River Bridge III              | Big Thompson River Bridge III          | 15 ottobre 2002 (#02001139)   | U.S. Highway 34 at milepost 85.15 40°24′54″N 105°11′42″W                           | Loveland       |                          |
| 12 | Big Thompson River Bridge IV               | Big Thompson River Bridge IV           | 15 ottobre 2002 (#02001140)   | U.S. Highway 34 at milepost 86.04 40°25′07″N 105°10′47″W                           | Loveland       |                          |
| 13 | Bimson Blacksmith Shop                     | Bimson Blacksmith Shop                 | 23 luglio 1981 (#81000185)    | 224 Mountain St. 40°18′21″N 105°04′32″W                                            | Berthoud       |                          |
| 14 | Bingham Homestead Rural Historic Landscape |                                        | 16 aprile 2013 (#13000161)    | 4916 Bingham Hill Rd. 40°37′33.27″N 105°10′07.44″W                                 | Bellvue        |                          |
| 15 | Maude Stanfield Harter Borland House       | Maude Stanfield Harter Borland House   | 6 luglio 2004 (#04000662)     | 610 N. Jefferson Ave. 40°23′52″N 105°04′16″W                                       | Loveland       |                          |
| 16 | Botanical and Horticultural Laboratory     | Botanical and Horticultural Laboratory | 18 settembre 1978 (#78003395) | Campus della Colorado State University 40°34′40″N 105°04′40″W                      | Fort Collins   | Ora chiamata Routt Hall. |
| 17 | Jay H. Bouton House                        | Jay H. Bouton House                    | 18 dicembre 1978 (#78000867)  | 113 N. Sherwood St. 40°35′15″N 105°05′04″W                                         | Fort Collins   |                          |
| 18 | Buckeye School                             | Buckeye School                         | 26 giugno 2008 (#08000599)    | Off W. County Road 80 40°49′35.33″N 105°05′36.2″W                                  | Wellington     |                          |
| 19 | Chasteen's Grove                           |                                        | 6 settembre 1978 (#78000872)  | Ovest di Loveland off U.S. Highway 34 40°25′23″N 105°12′13″W                       | Loveland       |                          |
| 20 | Clatworthy Place                           | Clatworthy Place                       | 14 luglio 2004 (#04000681)    | 225 Cyteworth Rd. 40°22′21″N 105°31′17″W                                           | Estes Park     |                          |
| 80 | Soloman Batterson Ranch                    |                                        | 15 ottobre 2010 (#10000860)   | 603 Mount Moriah Rd. 40°44′18″N 105°24′19″W                                        | Livermore      |                          |
| 81 | Spruce Hall                                | Spruce Hall                            | 9 gennaio 1977 (#77000381)    | Campus della Colorado State University 40°34′38″N 105°04′40″W                      | Fort Collins   |                          |
| 82 | Stanley Hotel                              | Stanley Hotel                          | 26 maggio 1977 (#77000380)    | 333 Wonder View Ave. 40°23′00″N 105°31′02″W                                        | Estes Park     |                          |

## Luoghi non più appartenenti alla lista
| N° | Denominazione                | Immagine                 | Data designazione            | Data revoca      | Posizione geografica                                         | Città o comune | Descrizione                     |
| -- | ---------------------------- | ------------------------ | ---------------------------- | ---------------- | ------------------------------------------------------------ | -------------- | ------------------------------- |
| 1  | Bear Lake Ranger Station     | Bear Lake Ranger Station | 29 gennaio 1988 (#87001138)  | 9 ap. 2009       | Bear Lake 40°18′43.92″N 105°38′45.96″W                       | Estes Park     |                                 |
| 2  | Big Thompson River Bridge I  |                          | 15 ottobre 2002 (#02001144)  | 29 novembre 2010 | U.S. Highway 34 al miglio 65.53 40°22′49.08″N 105°28′18.84″W | Estes Park     | Highway Bridges in Colorado MPS |
| 3  | Big Thompson River Bridge II |                          | 15 novembre 2002 (#02001141) | 29 novembre 2010 | U.S. Highway 34 al miglio 66.22 40°22′49.08″N 105°28′18.84″W | Estes Park     | Highway Bridges in Colorado MPS |